# Paul Depaepe
Paul Gérard Maria Depaepe (Amberes, 12 de octubre de 1931) es un deportista belga que compitió en ciclismo en la modalidad de pista, especialista en la prueba de medio fondo.
Ganó cuatro medallas en el Campeonato Mundial de Ciclismo en Pista entre los años 1957 y 1963.
Participó en los Juegos Olímpicos de Helsinki 1952, ocupando el quinto lugar en la prueba de persecución por equipos.

## Medallero internacional
| Campeonato Mundial | Campeonato Mundial | Campeonato Mundial | Campeonato Mundial |
| Año                | Lugar              | Medalla            | Competición        |
| ------------------ | ------------------ | ------------------ | ------------------ |
| 1957               | Rocourt (Bélgica)  | Medalla de oro     | Medio fondo (P)    |
| 1961               | Zúrich (Suiza)     | Medalla de plata   | Medio fondo (P)    |
| 1962               | Milán (Italia)     | Medalla de plata   | Medio fondo (P)    |
| 1963               | Rocourt (Bélgica)  | Medalla de plata   | Medio fondo (P)    |